# Antequera (Filipinas)
Antequera es un municipio filipino perteneciente a la provincia de Bohol, en las Bisayas Centrales.

## Geografía
Se encuentra en el interior de la isla de Bohol.

## Historia
Hacia comienzos del siglo XX, el lugar, ya por entonces perteneciente a la provincia de Bohol, tenía contabilizada una población de 5842 habitantes. En 2020, el municipio de Antequera tenía censados 14 990 habitantes.